# 산 폴로역
산 폴로 (San Polo) 역은 이탈리아 북부 브레시아의 브레시아 지하철에 속한 역이다. 산 폴로 구의 중심에 위치해 있다. 역명은 '산 폴로'지만 바로 전 역의 이름이 '산 폴로 파르코'이기 때문에 혼란을 막기 위해 역이 위치한 거리의 이름을 따서 '치마부에' 역이라고 부르기도 한다.
산 폴로 구는 인구가 총 2만 명에 달해 브레시아에서 가장 인구밀도가 높은 지역으로 꼽힌다. 이곳 사람들은 버스나 도보, 자전거로 지하철역까지 가며 역 바로앞에 버스 정류장이 있다. 역을 이용하는 사람이 주로 주변지역 주민인데다 교통 중심지가 아닌 탓에 거리 주변의 주차장은 약 30여대 규모에 불과하다.

## 시설
이 역에는 다음과 같은 시설이 있다.
- 매표기

## 환승
- 버스 정류장